# Canis
Canis, rod životinja iz reda zvijeri (carnivora) i porodice pasa canidae koji obuhaća pse, čagljeve, kojote i vukove. Predstavnici ovog roda su Canis adustus (prugasti čagalj), Canis aureus (zlatni čagalj), Canis latrans (kojot), Canis lupus (vuk), Canis mesomelas (crnoleđi čagalj), Canis simensis (etiopski vuk) (ugrožen).
Vuk (Canis lupus) je bio prva životinja koju je čovjek udomaćio. Domaći pas (Canis lupus familiaris) i dingo (Canis lupus dingo) klasificiraju se kao njegove podvrste. Među raznim vrstama ovog roda postoje brojne podvrste.